# Adriaen van Overbeke

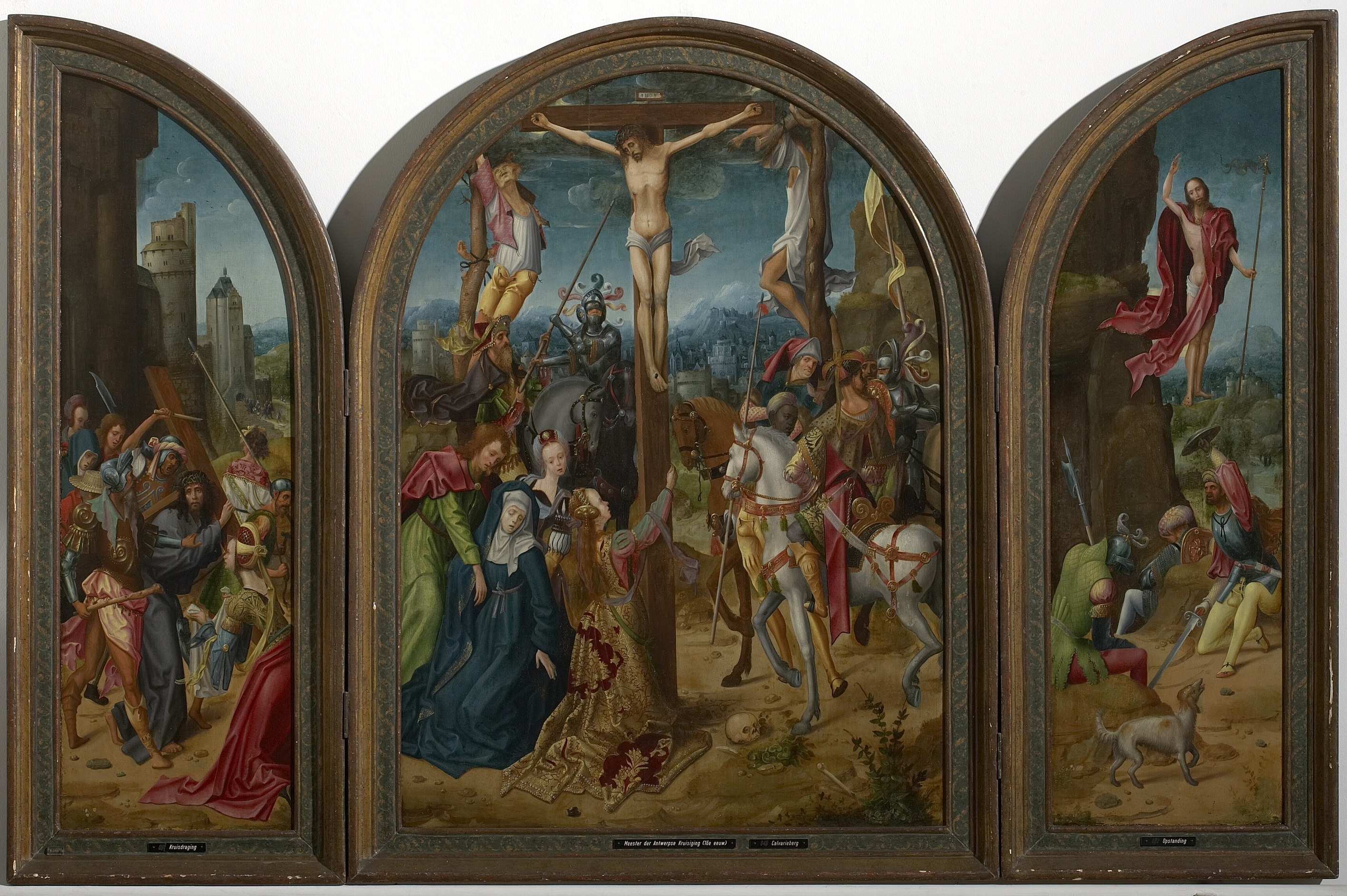
Tríptico de la crucifixión, Maagdenhuis, Amberes

Adriaen van Overbeke, Adrian van Overbeck y Adriaen van Overbeke ( fl 1508 – 1529) fue un pintor flamenco que trabajó en el estilo de los manieristas de Amberes. Dirigió un gran taller con una importante producción de retablos, que se exportaron principalmente al norte de Francia, Renania y Westfalia. Sus obras conocidas son principalmente retablos de madera policromada con postigos pintados, que fueron creados en colaboración entre pintores y escultores.

## Vida
Se sabe muy poco con certeza sobre los orígenes de Adriaen van Overbeke. Algunos historiadores del arte han especulado que puede ser el Ariaen que se menciona como alumno de Quentin Matsys en los registros del Gremio de San Lucas de Amberes en 1495. Fue registrado como maestro en los archivos del Gremio desde 1508 Vivió en una residencia llamada "Schylt van Engelant" ('Escudo de Inglaterra') en Keizerstraat en Amberes.

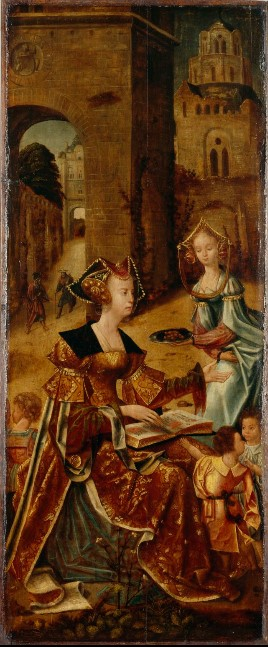
Maria Cleofé con niños, del Altar de Santa Ana, Iglesia de San Martín, Euskirchen

Se le pagó por suministrar un retablo de madera tallada (destruido) para el Hospicio de Nuestra Señora en Lille en 1509. No asumió el encargo para realizarlo él mismo, sino como comerciante, ya que obtuvo los elementos esculpidos y los laterales pintadaos por otros artistas. En 1513 está documentado trabajando en el encargo de un retablo para la Propsteikirche St. Mariä Geburt (Iglesia del Nacimiento de Santa María) en Kempen (Renania del Norte-Westfalia). El retablo fue ordenado por el Annenbruderschaft local ('Hermandad de Santa Ana') y representa escenas de la vida de Santa Ana. La obra todavía se encuentra en el altar mayor de la Propsteikirche. Los laterales pintados del retablo se encuentran entre las primeras pinturas  fechadas al estilo de los manieristas de Amberes y pueden atribuirse al propio Adriaen van Overbeke o sus asistentes. Las secciones talladas fueron probablemente obra de talladores de madera empleados en su taller.

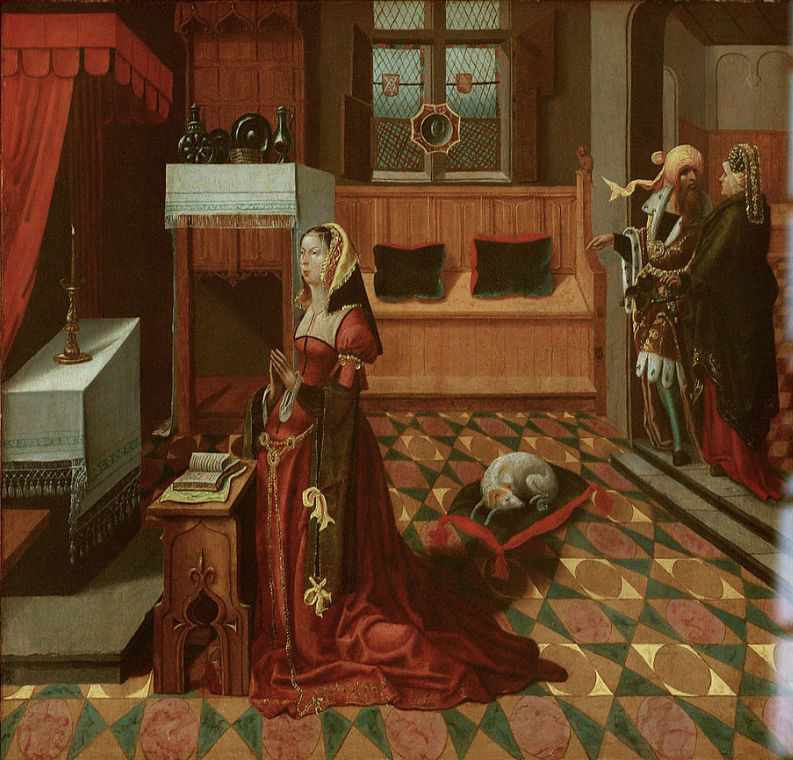
Emerenciana en su oración, Petrikirche, Dortmund

En 1517 se comprometió con el pintor Peter de Vleeminck y el carpintero Jan van der Hese a completar para los franciscanos en Valenciennes un altar que el pintor Jan van Delft había dejado sin terminar a su muerte. Este trabajo se considera perdido. Van Overbeke actuó como testigo de un acuerdo hecho en 1521 entre los monjes franciscanos de Dortmund y el maestro tallador Gieliszoon. El acuerdo se refería al transporte de un retablo de madera tallada ahora en la Petrikirche, Dortmund. Se cree que van Overbeke había creado el retablo junto con el escultor Jan Wraghe de conformidad con otro contrato con los franciscanos de Dortmund. Se cree que este retablo es el gran retablo que fue trasladado a la Iglesia de San Pedro (Petrikirche) en Dortmund en 1809. Se le conoce coloquialmente como das Goldene Wunder ('El milagro dorado') debido al color dorado de las esculturas policromadas. En 1522 van Overbeke tenía dos alumnos, Goyvaert van Roye y un Jeronimus (apellido no registrado).
En 1529 se le encargó pintar un Altar de San José para un mecenas en Kempen (ahora perdido). En el mismo año, la Hermandad de San Nicolás en Kempen le pagó por las reparaciones de su altar de San Nicolás, que por lo tanto se puede suponer que fue su propio trabajo. En el mismo año, compró pan de oro para tres retablos del orfebre Willem van Schorisse en Brujas. No se sabe si estos retablos se hicieron. En 1529 compró pan de oro para tres retablos desconocidos del orfebre Willem van Schorisse en Brujas. En 1529 acordó con el distribuidor Gheerarde van Sulps que residía en Aachen ser su proveedor en exclusiva en Aachen por un período de seis años.

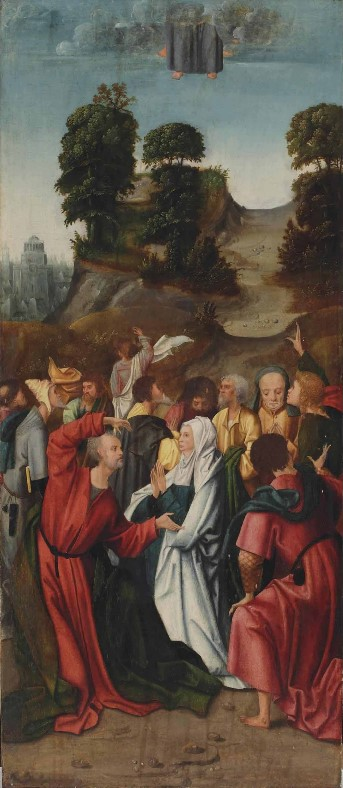
La Ascensión de Cristo

No se menciona al artista en los registros del Gremio de Amberes después de 1529.
El artista ha sido identificado con el maestro anónimo al que Max Jakob Friedländer le dio el nombre de "Maestro de la Crucifixión de Amberes".

## Trabajo

### General

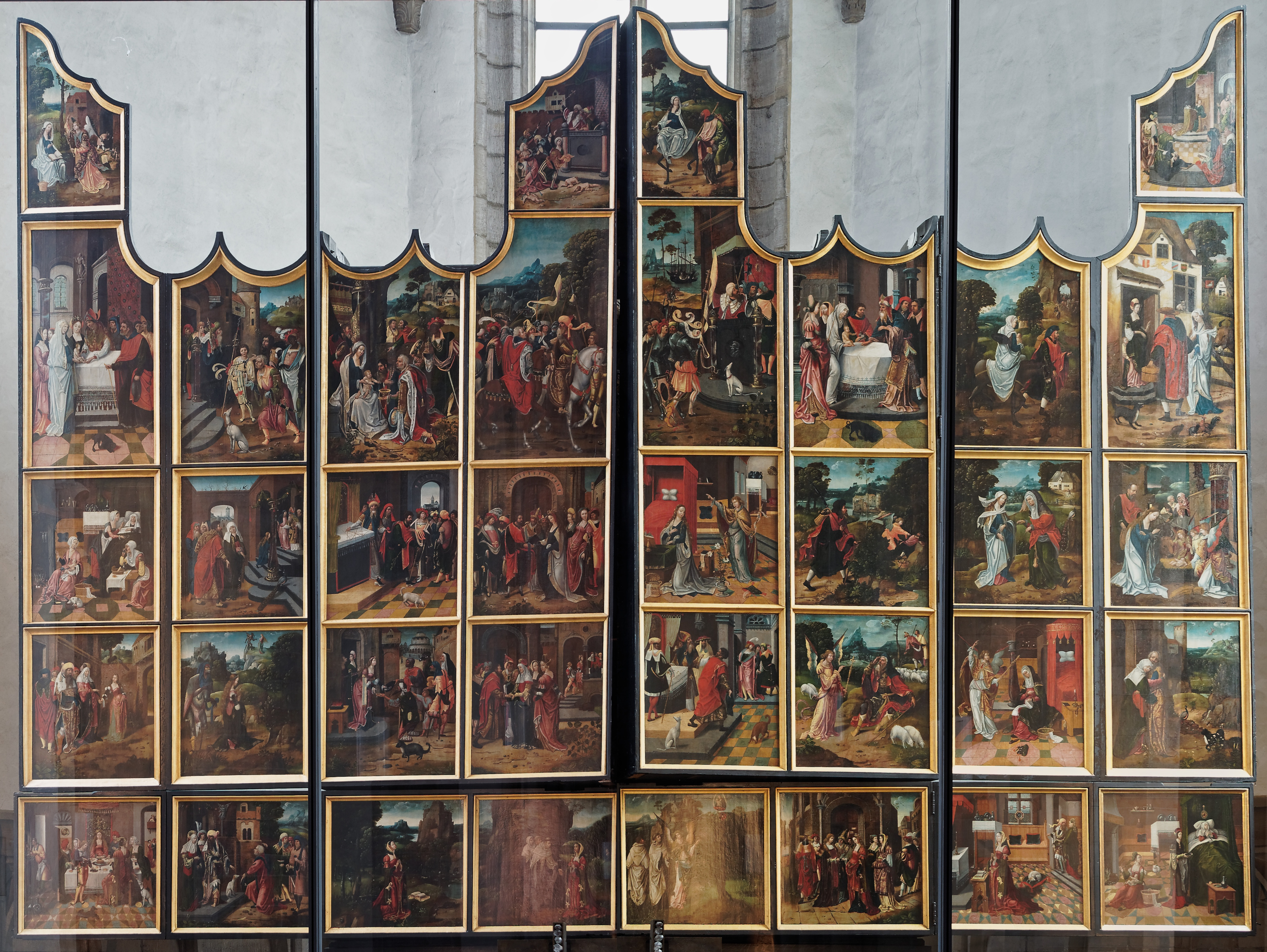
Retablo de la Petrikirche, Dortmund

Adriaen van Overbeke es conocido por la producción y el suministro de retablos de madera tallados y policromados con postigos pintados. Estos eran típicamente de gran tamaño. En la práctica artística de Amberes, este tipo de retablo fue creado en colaboración por pintores y talladores que a menudo trabajan en un taller. Esto fue posible porque ambos pertenecían al mismo gremio. Van Overbeke pudo haber dirigido tal taller. Como lo requerían los encargos, también subcontrató a otros artistas que crearon las partes esculpidas de los retablos.
El Tríptico de la crucifixión (Maagdenhuis, Amberes) de 1510 es la obra más antigua conocida de Adriaen van Overbeke. Realizada  totalmente por van Overbeke, en este retablo muestra sus habilidades artísticas como pintor. Las figuras de este retablo pudieron haber servido como modelos en los que se basaba el estilo de taller de Van Overbeke. A partir de la década de 1620, su taller obtuvo éxito comercial y se contrataron muchos asistentes. Como resultado, sufrió la calidad de la producción. Las pinturas del Altar de Santa Ana para la Propsteikirche St. Mariä Geburt en Kempen fueron terminadas principalmente por asistentes. Solo los dibujos fueron ejecutados por el propio Adriaen van Overbeke. Los retablos con fecha de 1510 y 1517 para Lille y Valenciennes fueron productos del taller en los que Van Overbeke ni siquiera pintó los dibujos. A diferencia de otros talleres de Amberes, el taller de Van Overbeke nunca produjo diseños similares en gran cantidad, sino que creó obras hechas a medida en respuesta a los requisitos específicos de los clientes.

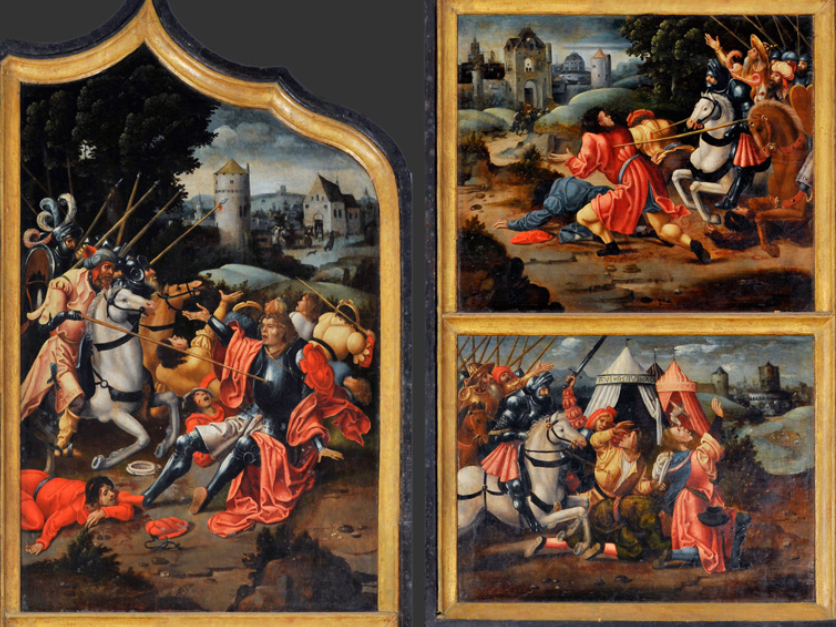
El martirio de san Víctor

Otros trabajos atribuidos a van Overbeke incluyen: 
- Los paneles pintados hechos para el Altar de Santa Ana (ca. 1510-1515) en la Iglesia de San Martín en Euskirchen, que ya no están adheridos a las esculturas, sino que están dispersos, incluido un panel que representa a María Cleofé con niños en el Museo Nacional de Alemania en Núremberg y otro en la colección Hans Jürg Brumann en Suiza;[5]

- los paneles exteriores del retablo de Santa María en la catedral de Västerås;[8] y
- los paneles pintados del Altar Klepping  (ca. 1520-1525) en la Petrikirche (Iglesia de San Pedro) en Soest, Alemania .[5]

### Estilo
Van Overbeke era el director de un gran taller, que empleaba a muchos asistentes. Colaboró con otros talleres de Amberes, incluidos pintores y escultores. Apareció, por lo tanto, en los contratos de la época tanto como director como subcontratista. Con el creciente éxito de su taller, gradualmente participó menos en la ejecución de las obras y se convirtió en un empresario que dependía de otros talleres para crear los retablos. 

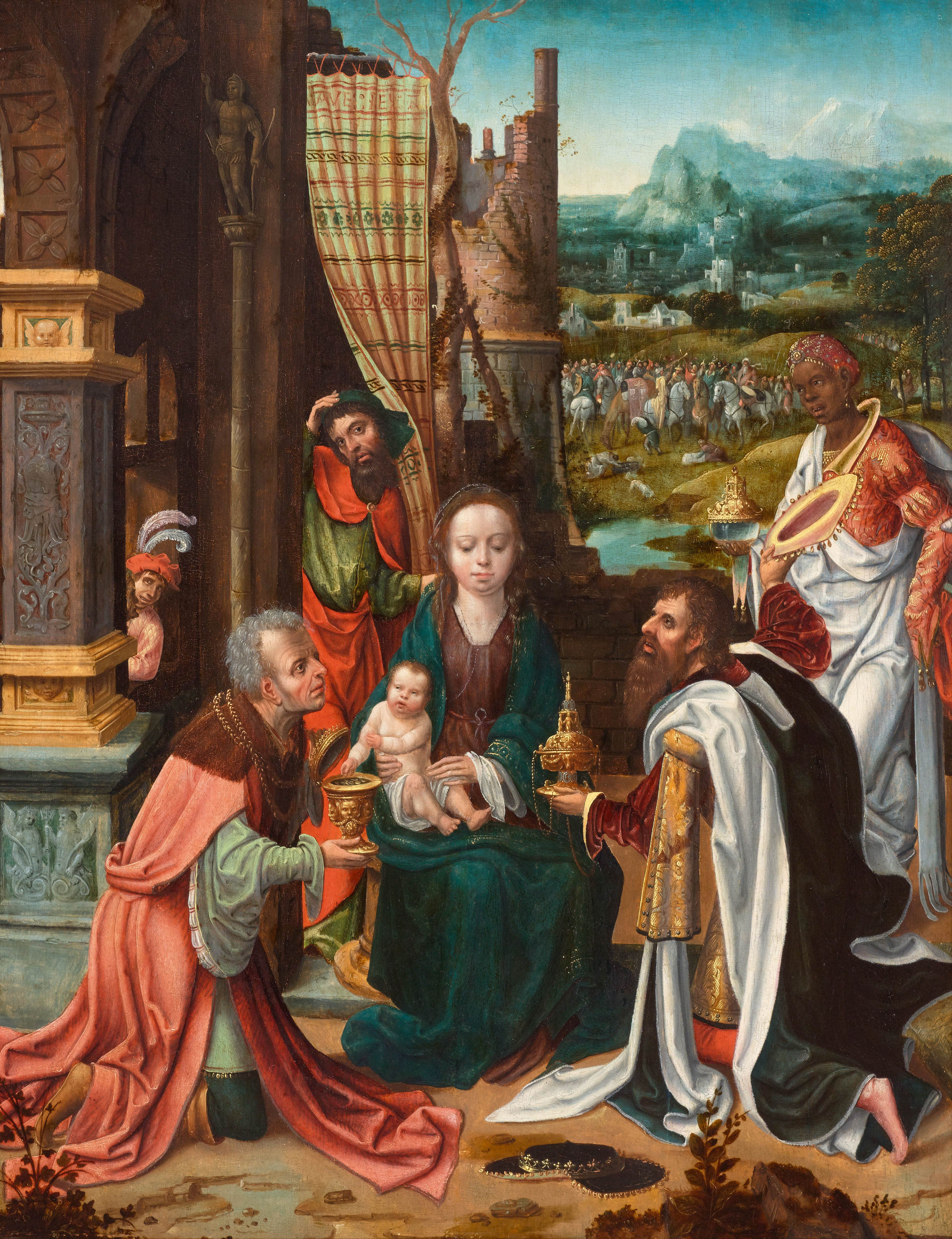
La adoración de los magos

En su taller se realizaron modelos para crear un estilo propio de taller. El estilo del taller también incluía el cumplimiento de ciertas convenciones con respecto a la paleta que se mantuvo muy similar durante un período de aproximadamente 15 años. Dominan el azul y el rojo en tonos fuertes. La continuidad del estilo del taller también se logró a través del diseño de las imágenes. Las figuras se situaron en primer plano y, a menudo, hay grupos de figuras que debieron haberse basado en plantillas. El diseño de varias composiciones se basó en grabados de Alberto Durero. La adopción de un estilo propio de taller explica por qué es difícil atribuirle trabajos. Se cree que el propio Van Overbeke pasó mucho tiempo viajando al extranjero para reunirse con sus clientes. A diferencia de otros talleres en Amberes, el taller de Van Overbeke no es conocido por los retablos producidos en serie de la pasión de Cristo o la vida de la Virgen María. Los rasgos típicos del estilo de van Overbeke son las figuras altas con caras algo alargadas y ojos pequeños, caras anchas con el ángulo colgante de la boca y ojos hundidos, y manos delgadas con dedos largos. Los paisajes suelen contener formaciones rocosas.
Van Overbeke es considerado un representante del manierismo de Amberes. El término manierismo de Amberes fue acuñado por Friedländer a principios del siglo XX para referirse a una fase transitoria en el arte holandés desde el gótico tardío hasta obras inspiradas en el Renacimiento italiano. Los términos "Manier" y "Manierist" fueron utilizados por Friedländer para referirse a los motivos originales, incluso inusuales, en los trabajos categorizados bajo este estilo. Los términos tenían una connotación peyorativa ya que estas obras se consideraban inferiores a las producidas por Pieter Coecke van Aelst, Quentin Matsys y otros contemporáneos. El estilo de estas obras era a menudo extravagante. Esto quedó reflejado en cómo los pliegues de la ropa extravagante y exótica que usaban las figuras desafiaban la gravedad. Estas figuras generalmente se representaban en poses agitadas en medio de ruinas arquitectónicas. Las obras anteriores incluían arquitectura gótica, pero en obras posteriores se hicieron frecuentes las estructuras renacentistas. Las pinturas parecen combinar los primeros estilos neerlandeses y renacentistas del norte, e incorporan tradiciones flamencas e italianas en las mismas composiciones. La mayoría de los artistas del manierismo de Amberes han permanecido en el anonimato y solo han sido identificados algunos de estos artistas.  Incluyen a Jan de Beer y al Maestro de 1518 (posiblemente Jan Mertens o Jan van Dornicke).  Adriaen van Overbeke fue identificado recientemente con el maestro anónimo al que Friedländer dio el nombre de "Maestro de la Crucifixión de Amberes".